# ترقی
در تاریخ‌نگاری، ایده ترقی نظریه‌ای است مبنی بر این که پیشرفت‌ها درفناوری، علم، و سازماندهی اجتماعی می‌تواند در وضعیت بشری بهبود ایجاد کند. یعنی مردم می‌توانند از طریق توسعهٔ اقتصادی از نظر (مدرنیزاسیون) و استفاده از علم و فناوری (ترقی علمی) کیفیت زندگی (ترقی اجتماعی) سعادتمندتر باشند. فرض بر این است که این فرایند هنگامی رخ می‌دهد که مردم خرد و مهارت‌های خود را به کار ببندند، زیرا این روند به‌طور الهی مقدر نشده است.
ایدهٔ ترقی ابتدائاً در قرن هجدهم میلادی در عصر روشنگری ظهور کرد. جنبش‌های مهم این دوره آنسیکلوپدی ی دیدرو که کارزاری علیه اقتدار و خرافه به راه انداخت، و انقلاب فرانسه بود.